# Неапольская и Ставропольская митрополия
Неапо́льская и Ставрупо́лская епархия (греч. Ιερά Μητρόπολη Νεαπόλεως και Σταυρουπόλεως) — епархия «Северных земель» Элладской православной церкви, подчинённая также Константинопольской православной церкви с центром в городе Неаполис.
Епархия создана 16 апреля 1974 года путём отделения от Фессалоникийской митрополии.
Епархия включает в себя димы Неаполи-Сикеон, Амбелокипи-Менемени, Корделио-Эвозмон, Павлос-Мелас и район Ксирокринис дима Салоники. Кроме того, из муниципалитета Пилайя-Хортиатис он включает в себя Асвестохори, Экзохи, Филиро и Хортиатис, из дима Ореокастро он включает в себя Пенталофос, Неохороуда и Ореокастро, а из дима Делта он включает в себя муниципальную единицу Эхедорос (Калохори, Диавата, Магнисия, Синдос).

## Епископы
- 26 мая 1974 — 25 август 2004 — Дионисий (Ладопулос)
- с 6 октября 2004 — Варнава (Тирис)

## Монастыри
- Богородице-Рождественский в Арапли (мужской)
- Спасо-Преображенский в Хортиатисе (женский)
- Свято-Троицкий в Евкарпии (женский)